# نامتناهی (فلسفه)
نامتناهی (بی پایان) (به انگلیسی: Infinite)
نامتناهی (به سانسکریت: Ananta) در مقابل متناهی است، و به معنی چیزی است که دارای حدّ و نهایت نیست. فرق نامتناهی با نامحدود این است که نامحدود چیزی است که، اگر چه شاید حدی داشته باشد، اما بالفعل نمی‌توان حدّ آن را ترسیم کرد در حالی که نامتناهی چیزی است که مطلقاً، نامحدود است. نامتناهی مطلق را نامتناهی ایجابی، و نامتناهی نسبی را نامتناهی سلبی نامیده‌اند. زیرا نوع اول، موجود بالفعل و خارج از قلمرو کمیت است، در حالی که نوع دوم کمیتی است که نمی‌توان حد آن را معلوم کرد.
بی‌تناهی یا بی‌نهایت صفت چیزی است که در مقدار یا در کیفیت نامتناهی باشد.
حکمای اسلامی، جهان را از حیث زمان نامحدود وصف کرده‌اند